# Ilie Cazacu
Ilie Cazacu (n. 1912, Botuș, Austro-Ungaria – d. 19 iulie 2004, Iași, România) a fost un rapsod (fluieraș) din Bucovina.

## Discografie
- Corăgheasca (1948)
- Ursăreasca (1960)
- Ciobanul care și-a pierdut oile (1966)

## Decesul
A murit pe 19 iulie 2004, la 92 ani.